# Cissus producta
Cissus producta là một loài thực vật hai lá mầm trong họ Nho. Loài này được Afzel. miêu tả khoa học đầu tiên năm 1815.